# كوسوكي ماسودا
كوسوكي ماسودا (باليابانية: 増田こうすけ؛ بالكانا: ますだ こうすけ) هو مانغاكا ياباني، ولد في 1962.